# Джон Гардінг
Джон Гардінг, 1-й барон Петертон (англ. John Harding, 1st Baron Harding of Petherton; 10 лютого 1896, Саут-Петертон — 20 січня 1989, Нізер Комптон) — британський воєначальник, фельдмаршал Британської армії (1953). Учасник Першої та Другої світових воєн. Після світової війни командувач Британської Рейнської армії в окупованій союзниками Німеччині, пізніше — начальник Імперського Генерального штабу (1952—1955).

## Біографія
Алан Френсіс Гардінг народився 10 лютого 1896 року у Саут-Петертоні в сім'ї Френсіса Ебенезера Гардінга та Елізабет Еллен Гардінг (уроджена Анстіс). Середню освіту здобув в Ілмінстерській гімназії. У грудні 1911 року почав працювати хлопчиком-клерком на пошті, а потім у квітні 1914 року став референтом Другого відділу державної служби.
15 травня 1914 року поступив на військову службу другим лейтенантом до 11-го батальйону (стрільці Фінсбері) Лондонського полку, підрозділу територіальних сил британської армії. Під час Першої світової війни Гардінг служив у лавах Кулеметного корпусу, з серпня 1915 року воював у Галліполійській кампанії. 22 березня 1917 року він перейшов до регулярної армії в чині лейтенанта Сомерсетського легкого піхотного полку і був переведений на Близькосхідний театр воєнних дій. Він брав участь у третій битві за Газу в листопаді 1917 року і згодом був нагороджений Військовим хрестом.
У міжвоєнний період Гардінг прийняв ім'я Джон. У 1919 році був відправлений для продовження служби до Індії, спочатку служив у 12-му кулеметному батальйоні, а у липні 1921 року перейшов до 2-го батальйону легкої піхоти. 11 жовтня 1923 року він отримав звання капітана, а після зі своїм батальйоном повернення до Англії поступив на навчання до Штабного коледжу в Камберлі, який успішно закінчив у 1929 році. Серед численних однокурсників Гардінга були Джеральд Темплер, Джерард Бакнейлл, Гордон Макміллан, Александер Гелловей, Філіп Грегсон-Елліс і Річард Маккрірі, а серед викладачів були такі люди, як Бернард Пейджет, Річард О'Коннор і Бернард Монтгомері, останньому з яких судилося здійснити значний внесок у подальшу військову кар'єру Гардінга. Курс у штабному коледжі тривав два роки, причому перший рік був присвячений головним чином штабній роботі на рівні дивізії, а другий рік, який Гардінг вважав марною тратою часу, вивчав штабну роботу на рівні корпусу та армії.
У 1930 році отримав призначення на штабну посаду до генерального штабу Південного командування, а в 1933 році став бригадним майором 13-ї піхотної бригади. Він став командиром роти 2-го батальйону легкої піхоти Сомерсетського полку. Пізніше служив штабним офіцером в Оперативному управлінні Воєнного офісу.
Другу світову війну Джон Гардінг зустрів у посаді командира 1-го батальйону легкої піхоти свого полку у Вазиристані. Був відзачений у наказі. У жовтні 1940 року переведений до штабу Близькосхідного командування. Потім став начальником штабу Армії Західної пустелі. За заслуги в цій ролі він був удостоєний ордена Британської імперії. Коли у квітні 1941 року генерал-лейтенанти Річард О'Коннор і Філіп Нім були захоплені в полон, Гардінг прийняв тимчасове командування британськими військами, на цій посаді він ухвалив рішення утримувати Тобрук. 9 серпня 1941 року йому було присвоєно звання полковника, а пізніше Гардінг був нагороджений орденом «За видатні заслуги».
У серпні 1941 року Гардінг призначений начальником штабу XIII корпусу. 26 січня 1942 року він став заступником керівника Близькосхідного командування з військової підготовки. У вересні 1942 року став командиром 7-ї бронетанкової дивізії, яку він очолював в другій битві за Ель-Аламейн у жовтні-листопаді. Він керував своїм передовим штабом з танка, а потім з джипа, а в січні 1943 року під час переслідування сил Осі до Триполі був поранений осколками снаряда.
Він повернувся до Сполученого Королівства і, незважаючи на втрату трьох пальців лівої руки, відносно швидко видужав. 10 листопада 1943 року Джон Гардінг прийняв командування VIII корпусом, який мав взяти участь у вторгненні в Нормандію. Однак у січні 1944 року він був направлений на Італійський фронт, де став начальником штабу генерала сера Гарольда Александера, який тоді командував 15-ю групою армій (пізніше названу Союзна армія в Італії, перш ніж повернутися у грудні 1944 року до назви 15-та група армій. 16 червня 1944 року нагороджений орденом Лазні за заслуги під час воєнних дій в Італії і підвищений до звання генерал-майора 13 липня 1944 року. Джон Гардінг відіграв значну роль у плануванні операції «Діадема», четвертої битви за Монте-Кассіно, яка призвела до захоплення Риму та знищення значної частини військ Осі та подальших боїв на Готській лінії. В березні 1945 року його призначили командиром XIII корпусом в Італії, який він очолював під час Весняного наступу 1945 року в Італії.
В листопаді 1946 року лейтенант-генерал Гардінг змінив Александера на посаді командувача британськими силами в Середземному морі. У липні 1947 року його призначили командувачем Південного командування, а 28 липня 1949 року — командувачем Далекосхідного командування британської армії. На цій посаді він застав ранню стадію війни в Малаї. Отримавши звання повного генерала 9 грудня 1949 року, став генерал-ад'ютантом Його Величності. 30 серпня 1951 року Гардінг став головнокомандувачем Британської Рейнської армії. 1 листопада 1952 року генерал Джон Гардінг досяг піку своєї військової кар'єри — його призначили начальником Імперського генерального штабу. 21 липня 1953 року він отримав звання фельдмаршала і 29 вересня 1955 року звільнився з лав збройних сил.
3 жовтня 1955 року Гардінг був призначений на посаду генерал-губернатора британської колонії Кіпр. Будучи губернатором Кіпру, Гардінг намагався відновити відносини Британської імперії зі своєю колонією, ведучи переговори як з греко-кіпріотською, так і з турецько-кіпрською громадами на острові, тоді як британський уряд вів переговори з грецьким і турецьким урядами. Гардінг вжив жорстких безпекових заходів для покращення ситуації на Кіпрі, коли 1 квітня 1955 року ЕОКА оголосила збройну боротьбу проти британців. З цією метою Гардінг запровадив низку безпрецедентних заходів, включаючи комендантську годину, закриття шкіл, відкриття концентраційних таборів, безстрокове тримання під вартою підозрюваних без суду та застосування смертної кари за такі злочини, як носіння зброї, запальних пристроїв або будь-яких матеріалів, які можуть бути використані для виготовлення бомби. Багато таких страт відбувалися часто за суперечливих обставин (наприклад, Міхаліса Караоліса), що викликало обурення на Кіпрі, у Великій Британії та в інших країнах.
Зіткнувшись зі зростаючою критикою у Сполученому Королівстві щодо методів, які він використовував, та їх неефективності, 22 жовтня 1957 року сер Джон Гардінг пішов у відставку з посади губернатора Кіпру та був замінений сером Г'ю Футом.